# Tricolia ios
Tricolia ios is een slakkensoort uit de familie van de Phasianellidae. De wetenschappelijke naam van de soort is voor het eerst geldig gepubliceerd in 1985 door Robertson.